# 1861 en littérature
| Années de la littérature : 1858 - 1859 - 1860 - 1861 - 1862 - 1863 - 1864    |
| Décennies de la littérature : 1830 - 1840 - 1850 - 1860 - 1870 - 1880 - 1890 |

Cet article présente les faits marquants de l'année 1861 en littérature.

## Essais
- Janvier : Le Livre des médiums d’Allan Kardec.
- Émile Charles, Roger Bacon, sa vie, ses ouvrages, Libr. Hachette et Cie, in-octavo, Paris
- Connaissance de l’Antiquité indienne de Christian Lassen (quatre volumes de 1847 à 1861).
- Association transylvaine pour la Littérature roumaine et la Culture du Peuple roumain » (ASTRA).
- Publication de Lettre sur le commerce des livres, de Denis Diderot, rédigé en 1763.
- Armorial de Rietstap.

## Poésie
- Seconde publication du recueil de poèmes Les Fleurs du mal de Charles Baudelaire avec une nouvelle section de seize poèmes, les Tableaux parisiens.

## Romans
- Octobre : Les Grandes Espérances, de Charles Dickens.

- Humiliés et offensés de Dostoïevski.

## Nouvelles
- publication à Leipzig des Lois the Witch and Other Tales, cinq nouvelles de Elizabeth Gaskell.

## Théâtre
- Le Mariage de Balzaminov, d'Alexandre Ostrovski.

## Récompenses
- 24 janvier : L'abbé Henri Lacordaire, prédicateur et écrivain français, est reçu à l'Académie française.

## Principales naissances
- 17 novembre : Archibald Lampman, poète canadien († 1899)
- 6 mai : Rabindranath Tagore, compositeur, écrivain, dramaturge, peintre et philosophe indien  († 1941)

## Principaux décès
- 29 juin : Elizabeth Barrett Browning, écrivaine anglaise (° 6 mars 1806).
- 13 novembre : Arthur Hugh Clough, poète anglais (° 1er janvier 1819).